# 夏雷 (嘉靖進士)
夏雷（1494年—？年），號鳧溪，南直隶淮安府盐城县人，民籍。

## 生平
嘉靖四年（1525年）乙酉科應天府鄉試舉人，五年（1526年）联捷丙戌科第二甲第七十九名進士。初授刑部主事，历员外、郎中，嘉靖十二年（1533年）任西安府知府，十四年入觐，调任长沙府知府，历升四川按察司副使、广西布政司参政，苍梧兵备。

## 家族
父盐城义士，赠刑部主事承德郎夏能，字允才；嫡母安人孙氏，生母安人陆氏。娶唐氏，封安人；继娶傅氏，生一子夏应星，號念鳧，万历二年进士。